# 지미 존스 경기장
지미 존스 경기장(Jimmy John's Field)는 독립 야구 리그인 USPBL에서 뛰는 4개의 팀이 있는 미시간주 유티카에 있는 야구장이다. 야구장은 2016년 5월 30일에 개장하였고명명권은 샌드위치 레스토랑 체인인 지미 존스에서 구입했다.
지미 존스 경기장은 디트로이트 외곽의 유티카 시내에 있다. 지미 존스 경기장은 제너럴 스포츠 엔터테인먼트(GSE)가 소유하고 있지만 유티카의 도심 개발청이 토지를 소유하고 30년 동안 연간 1달러에 임대하였다. 이 건물은 80년 동안 가정 쓰레기 무허가 매립지로 사용되었던 재개발용 장소였다. 야구장은 2015년 6월에 착공하여 2016년 5월 30일 개장했다. 현장 비용은 1500만 달러였다.
공원의 첫 번째 시즌에는 세 팀 모두를 홈 구장으로 사용하여 경기당 평균 3,200명의 팬과 총 200,000명 이상의 방문자를 얻었다. 두 번째 시즌부터는 웨스트사이드 울리 매머드의 홈 구장이었다.
2017년 12월에 육상 경기가 중단될 때까지 메리그로브 대학교 야구 팀의 홈으로 사용되었고 2017년 4월에는 NCAA 게임을 개최하였다.

## 장소
경기장의 총 수용 인원은 4,500명이며, 1루와 3루 사이에 2,000석의 좌석이 있다. 7개의 파운더스 레벨 스위트, 5개의 덕아웃 스위트, 12개의 파티오 스위트와 4개의 피크닉 공간 및 잔디 공간이 존재한다. 야구장의 홈 플레이트 뒤의 중앙 홀에 레스토랑과 바가 있고 오른쪽 필드 코너에는 위플볼 경기장과 놀이터가 있다.
지미 존스 경기장은 매우 넓은 파울 영역과 콘서트 급의 스피커 시스템을 갖추고 있어서 향후 다른 스포츠 및 이벤트를 주최가 가능하다.
USPBL의 두 번째 시즌의 이전때는 지미 존스 경기장은 3개의 새로운 바와 오른쪽 필드의 콘서트 무대 및 새로운 메뉴들을 추가하였다.

## 수상
2016년 9월: CREW 디트로이트 임팩트 어워드의 특별 임팩트 어워드 부문 수상
2017년 3월: 미시간주의 엔지니어링 회사 협회로부터 엔지니어링 개념상을 수상